# Rusłan Ałbiegow
Rusłan Ałbiegow, ros. Руслан Албегов  (ur. 26 stycznia 1988) – rosyjski sztangista, dwukrotny mistrz Świata.
Startuje w kategorii wagowej powyżej 105 kg. Jest złotym medalistą mistrzostw Świata z Wrocławia (2013) oraz mistrzostw Europy z Antalyi (2012). 19 marca 2024 r. został zdyskwalifikowany i pozbawiony brązowego medalu z Igrzysk Olimpijskich 2012

## Osiągnięcia
| Rok  | Zawody                      | Miasto  | Miejsce | Kategoria | Wynik  |
| ---- | --------------------------- | ------- | ------- | --------- | ------ |
| 2012 | Mistrzostwa Europy          | Antalya | 1.      | +105 kg   | 429 kg |
| 2012 | Letnie Igrzyska Olimpijskie | Londyn  | DSQ     | +105 kg   | 448 kg |
| 2013 | Mistrzostwa Świata          | Wrocław | 1       | +105 kg   | 464 kg |